# 淋巴隱病毒屬
淋巴隱病毒屬（學名：Lymphocryptovirus）或淋巴潛隱病毒屬，是疱疹病毒目丙型疱疹病毒亞科的一個屬，舊稱γ-1型疱疹病毒。本屬病毒以靈長類為自然宿主，包括感染人類、造成傳染性單核白血球增多症的EB病毒（人類疱疹病毒四型）以及若干感染舊大陸猴和新大陸猴的病毒。
丙型疱疹病毒亞科病毒與其他疱疹病毒一樣為具有包膜的雙股DNA病毒，包膜上有許多醣蛋白可與宿主細胞表面的受體結合造成感染；病毒顆粒為正二十面體，直徑約150至200奈米，基因組為不分段的線性DNA，長約18萬bp。

## 病毒
- 狨疱疹病毒三型（英语：Callitrichine gammaherpesvirus 3）（CalHV-3）
- 猴疱疹病毒14型（英语：Cercopithecine gammaherpesvirus 14）（CeHV-14）
- 大猩猩疱疹病毒一型（英语：Gorilline gammaherpesvirus 1）（GoHV-1）
- 人類疱疹病毒四型（EBV，HHV-4）
- 獼猴疱疹病毒四型（英语：Macacine gammaherpesvirus 4）（McHV-4）
- 獼猴疱疹病毒十型（英语：Macacine gammaherpesvirus 10）（McHV-10）
- 黑猩猩疱疹病毒一型（英语：Panine gammaherpesvirus 1）（PnHV-1）
- 狒狒疱疹病毒一型（英语：Papiine gammaherpesvirus 1）（PaHV-1）
- 猩猩疱疹病毒二型（英语：Pongine gammaherpesvirus 2）（PoHV-2）